# بریستول بلنهیم

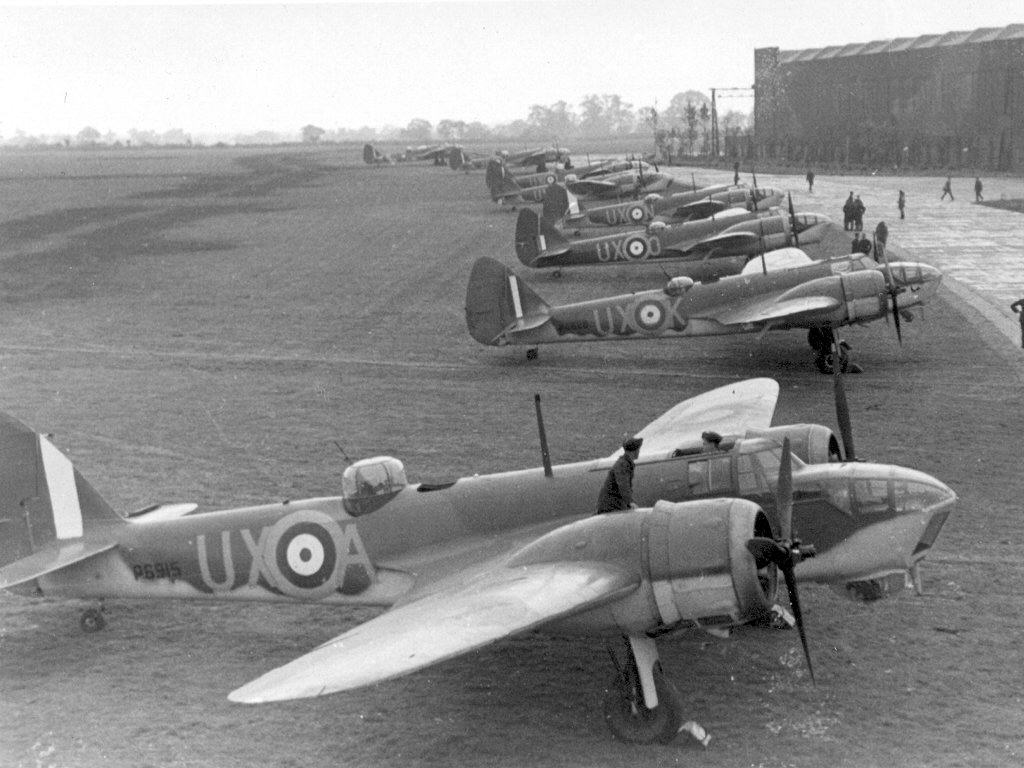

بریستول بلنهیم (به انگلیسی:Bristol Blenheim) جنگنده-بمب‌افکنی است که توسط شرکت بریستول بریتانیا ساخته می‌شد. این جنگنده که بسیار توانمندتر از دیگر همتاهای خود در نیروی هوایی بریتانیا بود برای نخستین بار در ۱۹۳۵ به پرواز درآمد. این هواپیما در اوایل جنگ جهانی دوم نیز به کار گرفته شد.

## تاریخچه
شرکت بریستول در سال ۱۹۳۴ میلادی آغاز به ساخت جنگندهٔ بلنهیم کرد این جنگنده پس از اولین پروازش در ۱۲ آوریل سال ۱۹۳۵ نشان داد که سریع‌ترین جنگندهٔ نیروی هوایی بریتانیا در آن زمان بود. اولین فروند از این هواپیما در سال ۱۹۳۸ به نیروی هوایی بریتانیا تحویل داده شد و تعداد آن تا آغاز جنگ جهانی دوم به ۱۱۱ فروند رسید. پس از اینکه بلنهیم در نبردهای هوایی اوایل جنگ نشان داد که توانایی مبارزه با جنگندهٔ آلمانی مسرشمیت بی‌اف-۱۰۹ را که جنگندهٔ اصلی آلمان نازی بود ندارد بیشتر جنگنده‌های ساخته شده را با انجام تغییراتی به جنگنده‌های شبرو تبدیل کردند. این جنگنده‌های شبرو را بلنهیم-ای‌اف نامیدند. بلنهیم-ای‌اف از همان ابتدا در عملیات‌های شبانه موفق بود و پس از اینکه در ژوئیه سال ۱۹۴۰ به رادار مجهز شد بر کارآییش افزوده شد. نخستین موفقیت این جنگنده پس از نصب رادار در اواخر ژوئیه ۱۹۴۰ بود که یک بمب‌افکن دورنیر دو-۱۷ نیروی هوایی آلمان را منهدم ساخت. البته در عملیات‌های روزانه نیز از بلنهیم استفاده می‌شد که مهمترین آن نبرد بریتانیا در سال ۱۹۴۰ بود.